# Оле-оле-оле
Оле́-оле́-оле́ (исп. Olé, Olé, Olé) — футбольная кричалка.

## Происхождение
Одно из первых свидетельств об этой кричалке появилось в статье испанской газеты «La Vanguardia» в 1982 году. Это произошло во время финального матча испанской футбольной лиги в том году. После того, как «Реал Сосьедад» был провозглашён чемпионом, люди на стадионе «Аточа» в Сан-Себастьяне начали петь «Campeones, campeones, hobe, hobe, hobe», что буквально означает «Чемпионы, чемпионы, мы самые лучшие». Последние три слова произносились на баскском языке. Кричалка была расширена до остальной части Испании и стала известна как «Oé, Oé, Oé».
Эта кричалка часто используется в футбольных играх по всему миру (например, болельщиками национальной сборной Ирландии по футболу), а также её можно услышать на победных хоккейных играх клуба «Монреаль Канадиенс».
В Аргентине иногда имя человека, которому сопереживают люди, добавляется в конце; например: «Оле, Оле-оле-оле, Дие-го, Дие-го» (со ссылкой на Диего Армандо Марадону).

## «Anderlecht Champion»
В 1985 году Ханс Кастерс, глава бельгийского лейбла Hans Kusters Music, попросил музыкального продюсера Роланда Верловена и певца Grand Jojo написать песню для чемпиона Бельгии по футболу «Андерлехта» под названием «Anderlecht Champion» (рус. Андерлехт — чемпион). Она была написана Armath’ом (псевдоним Роланда Верловена) и Deja, записана на французском и голландском языках бельгийским певцом Grand Jojo, вместе с игроками «Андерлехта», и выпущена в том же году Disques Vogue.
Год спустя, он записал ещё один вариант, «E Viva Мексика», который ввёл хор «Оле, Оле-оле-оле, мы чемпионы». Эта кричалка также стала основой для многих других песен, в том числе наиболее популярный хит группы, известной как «The Fans». Другой хит — песня Chumbawamba 1998 года «Top of the World (Olé, Olé, Olé)».

### «Olé, Olé, Olé (The Name of the Game)»
В 1987 году Роланд Верловен спродюсировал более популярную на международном уровне версию кричалки, «Olé, Olé, Olé (The Name of the Game)». Он был записан группой, известной как «The Fans» и выпущен Hans Kusters Music. Он был выпущен в Испании «Discos Games», а в Германии «ZYX Records».

## Другие применения
У The Bouncing Souls есть песня «¡Olé!». В США, кричалка используется на матчах американского футбола. Кричалка также распространена в WWE, проходящих в Европе, в Монреале (о чём свидетельствует начало эпизода WWE Raw 10 сентября 2012 или WWE Breaking Point 2009) или в США (выпуск WWE Raw 8 апреля 2013 года в Айзод-центра в Ист-Ратерфорде, Нью-Джерси после Рестлмания 29. Кричалка также часто используется поклонниками футбола в колледжах в США, что привело к созданию талисмана Калифорнийского университета по имени Оле.